# Conflans-sur-Lanterne
Pour les articles homonymes, voir Conflans et Lanterne.
Conflans-sur-Lanterne est une commune française située dans le département de la Haute-Saône, la région culturelle et historique de Franche-Comté et la région administrative Bourgogne-Franche-Comté.

## Géographie

### Description
La commune est située au bord de la rivière Lanterne au confluent de la rivière Semouse.

### Climat
Pour des articles plus généraux, voir Climat de la Bourgogne-Franche-Comté et Climat de la Haute-Saône.
En 2010, le climat de la commune est de type climat de montagne, selon une étude du Centre national de la recherche scientifique s'appuyant sur une série de données couvrant la période 1971-2000. En 2020, Météo-France publie une typologie des climats de la France métropolitaine dans laquelle la commune est exposée à un climat semi-continental et est dans la région climatique  Lorraine, plateau de Langres, Morvan, caractérisée par un hiver rude (1,5 °C), des vents modérés et des brouillards fréquents en automne et hiver. 
Pour la période 1971-2000, la température annuelle moyenne est de 10,1 °C, avec une amplitude thermique annuelle de 17,2 °C. Le cumul annuel moyen de précipitations est de 976 mm, avec 13,4 jours de précipitations en janvier et 9,9 jours en juillet. Pour la période 1991-2020, la température moyenne annuelle observée sur la station météorologique de Météo-France la plus proche, « Luxeuil », sur la commune de Saint-Sauveur à 13 km à vol d'oiseau, est de 10,8 °C et le cumul annuel moyen de précipitations est de 977,3 mm. 
La température maximale relevée sur cette station est de 38,9 °C, atteinte le 25 juillet 2019 ; la température minimale est de −25,9 °C, atteinte le 16 janvier 1966,,. 
Les paramètres climatiques de la commune ont été estimés pour le milieu du siècle (2041-2070) selon différents scénarios d'émission de gaz à effet de serre à partir des nouvelles projections climatiques de référence DRIAS-2020. Ils sont consultables sur un site dédié publié par Météo-France en novembre 2022.

## Urbanisme

### Typologie
Au 1er janvier 2024, Conflans-sur-Lanterne est catégorisée commune rurale à habitat dispersé, selon la nouvelle grille communale de densité à sept niveaux définie par l'Insee en 2022.
Elle est située hors unité urbaine et hors attraction des villes,.

### Occupation des sols
L'occupation des sols de la commune, telle qu'elle ressort de la base de données européenne d’occupation biophysique des sols Corine Land Cover (CLC), est marquée par l'importance des territoires agricoles (55,1 % en 2018), une proportion sensiblement équivalente à celle de 1990 (55,2 %). La répartition détaillée en 2018 est la suivante : 
forêts (37,3 %), prairies (31,1 %), terres arables (18 %), zones urbanisées (7,2 %), zones agricoles hétérogènes (6 %), milieux à végétation arbustive et/ou herbacée (0,4 %). L'évolution de l’occupation des sols de la commune et de ses infrastructures peut être observée sur les différentes représentations cartographiques du territoire : la carte de Cassini (XVIIIe siècle), la carte d'état-major (1820-1866) et les cartes ou photos aériennes de l'IGN pour la période actuelle (1950 à aujourd'hui).

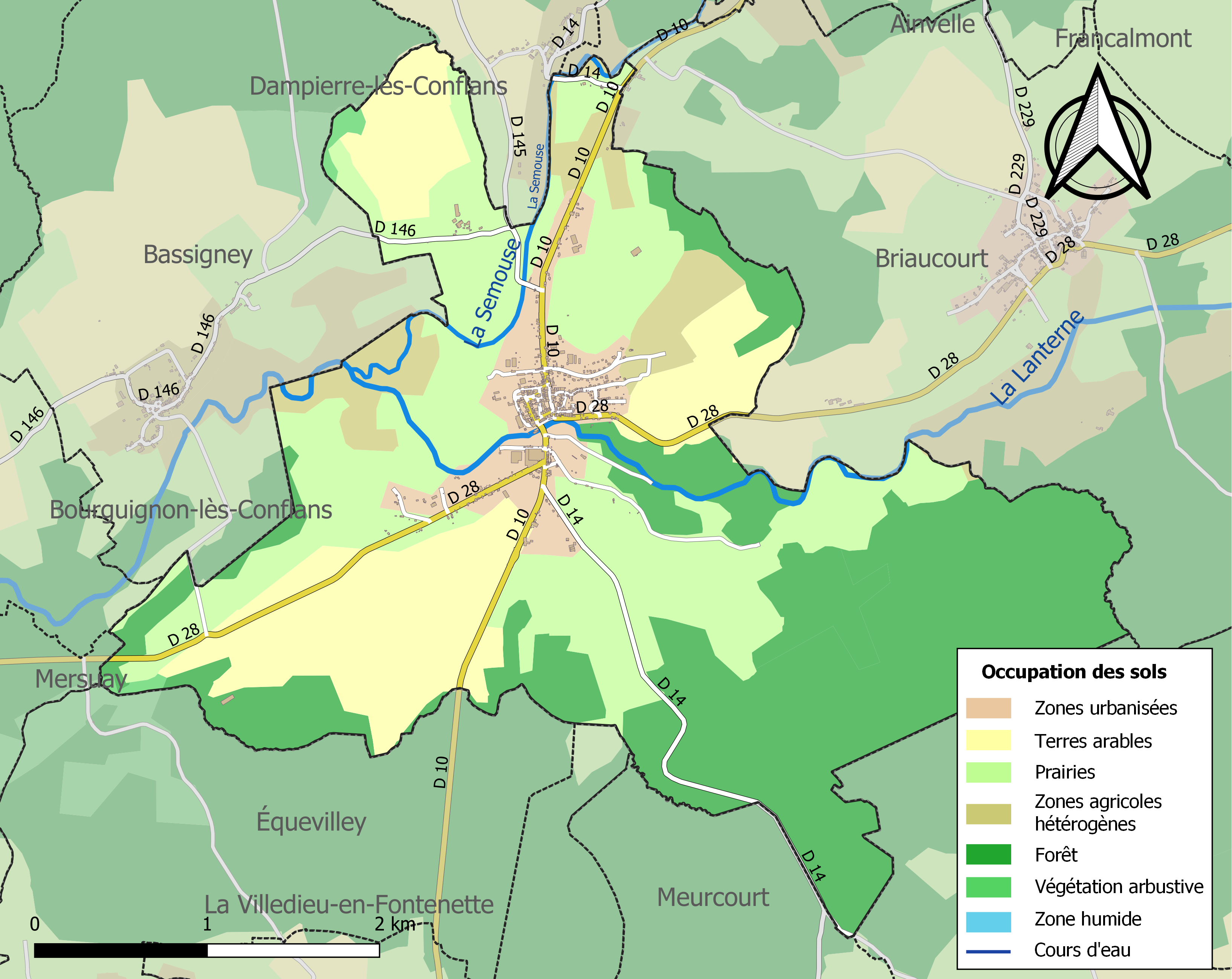
Carte des infrastructures et de l'occupation des sols de la commune en 2018 (CLC).

## Toponymie
Attestée sous la forme Conflens en 1144.[réf. nécessaire]
Le nom « Conflans » vient du latin, confluens, confluentis : confluent.[style à revoir][réf. nécessaire]

## Histoire
Ancien siège d'une prévôté du Barrois mouvant du bailliage de Bassigny  (duché de Lorraine) Conflans est une terre dite de surséance jusqu'au XVIIIe siècle.
Le bourg a été desservi par la ligne d'Aillevillers à Port-d'Atelier-Amance et sa gare de Conflans - Varigney de 1860 aux années 1950.

## Politique et administration

### Rattachements administratifs et électoraux
La commune fait partie de l'arrondissement de Lure du département de la Haute-Saône, en région Bourgogne-Franche-Comté. Pour l'élection des députés, elle dépend de la première circonscription de la Haute-Saône.
Elle fait partie depuis 1801 du canton de Saint-Loup-sur-Semouse. Dans le cadre du redécoupage cantonal de 2014 en France, le territoire du canton s'est agrandi, passant de 13 à 23 communes.

### Intercommunalité
Conflans-sur-Lanterne était membre de la communauté de communes des belles sources, créée le 31 décembre 2001.
Dans le cadre du schéma départemental de coopération intercommunale approuvé en décembre 2011 par le préfet de Haute-Saône, et qui prévoit notamment la fusion de cette intercommunalité, de la communauté de communes Saône et Coney et de la communauté de communes du val de Semouse, la commune est membre depuis le 1er janvier 2014 de la communauté de communes de la Haute Comté.

### Liste des maires
| Période  | Période                   | Identité           | Étiquette | Qualité                              |
| -------- | ------------------------- | ------------------ | --------- | ------------------------------------ |
| 1970     | 1999                      | Pierre de Malliard |           |                                      |
| 1999     | 2017                      | Guy Roussel,       |           | Entrepreneur retraité Démissionnaire |
| 2017     | mai 2020                  | Régis Pernot       |           | Cadre supérieur                      |
| mai 2020 | En cours (au 28 mai 2020) | Henri de Malliard  |           |                                      |

## Démographie
En 2022, la commune de Conflans-sur-Lanterne comptait 569 habitants. À partir du XXIe siècle, les recensements réels des communes de moins de 10 000 habitants ont lieu tous les cinq ans. Les autres « recensements » sont des estimations.
| 1793 | 1800 | 1806 | 1821 | 1831 | 1836 | 1841 | 1846 | 1851 |
| ---- | ---- | ---- | ---- | ---- | ---- | ---- | ---- | ---- |
| 746  | 688  | 808  | 821  | 861  | 892  | 802  | 870  | 896  |

| 1856 | 1861 | 1866 | 1872 | 1876 | 1881 | 1886 | 1891 | 1896 |
| ---- | ---- | ---- | ---- | ---- | ---- | ---- | ---- | ---- |
| 835  | 891  | 913  | 835  | 833  | 816  | 821  | 777  | 806  |

| 1901 | 1906 | 1911 | 1921 | 1926 | 1931 | 1936 | 1946 | 1954 |
| ---- | ---- | ---- | ---- | ---- | ---- | ---- | ---- | ---- |
| 861  | 792  | 995  | 919  | 884  | 891  | 891  | 826  | 801  |

| 1962 | 1968 | 1975 | 1982 | 1990 | 1999 | 2006 | 2011 | 2016 |
| ---- | ---- | ---- | ---- | ---- | ---- | ---- | ---- | ---- |
| 750  | 755  | 765  | 758  | 710  | 672  | 659  | 649  | 622  |

| 2021 | 2022 | - | - | - | - | - | - | - |
| ---- | ---- | - | - | - | - | - | - | - |
| 586  | 569  | - | - | - | - | - | - | - |

## Culture locale et patrimoine

### Lieux et monuments

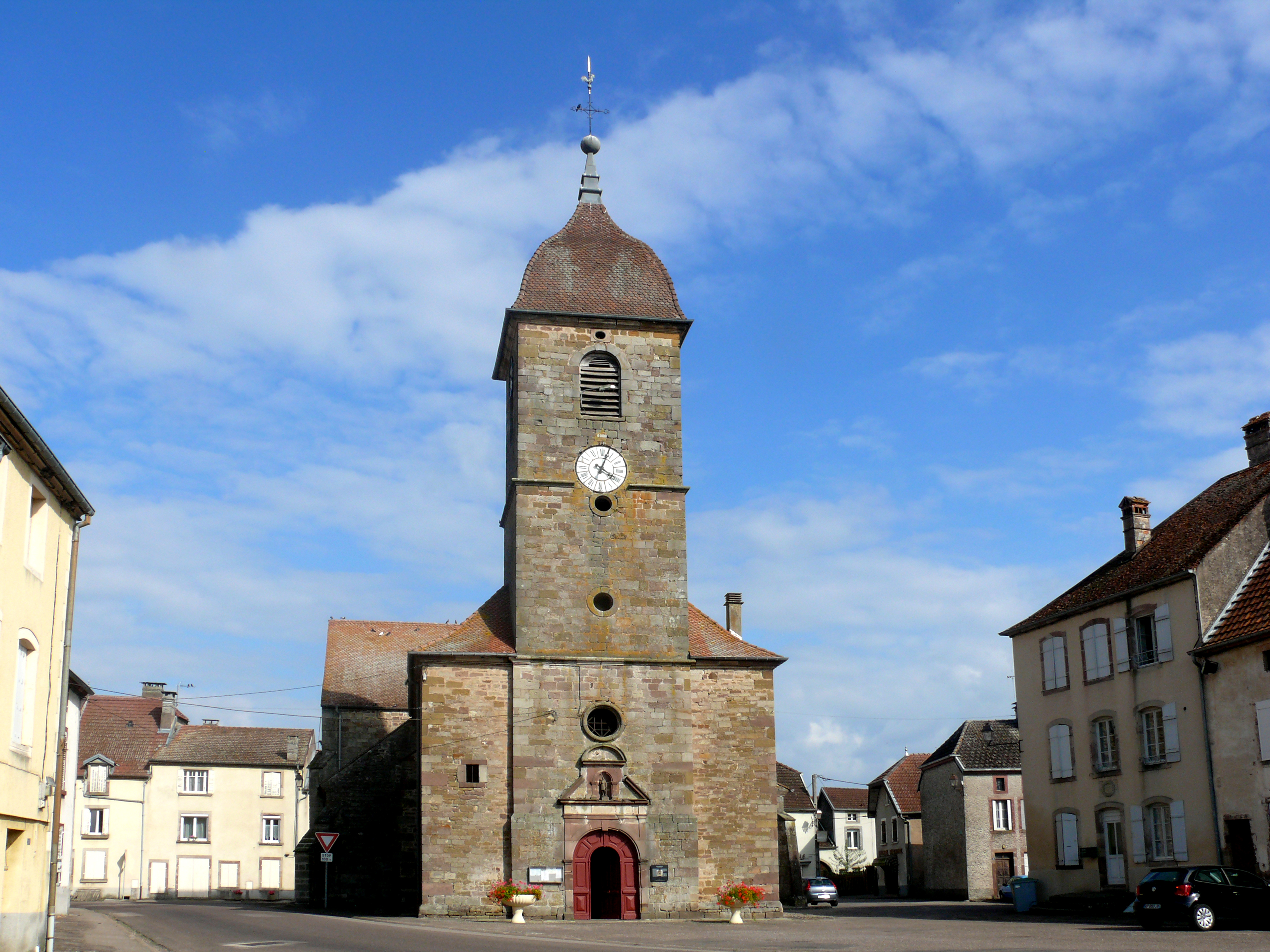
L'église Saint-Maurice

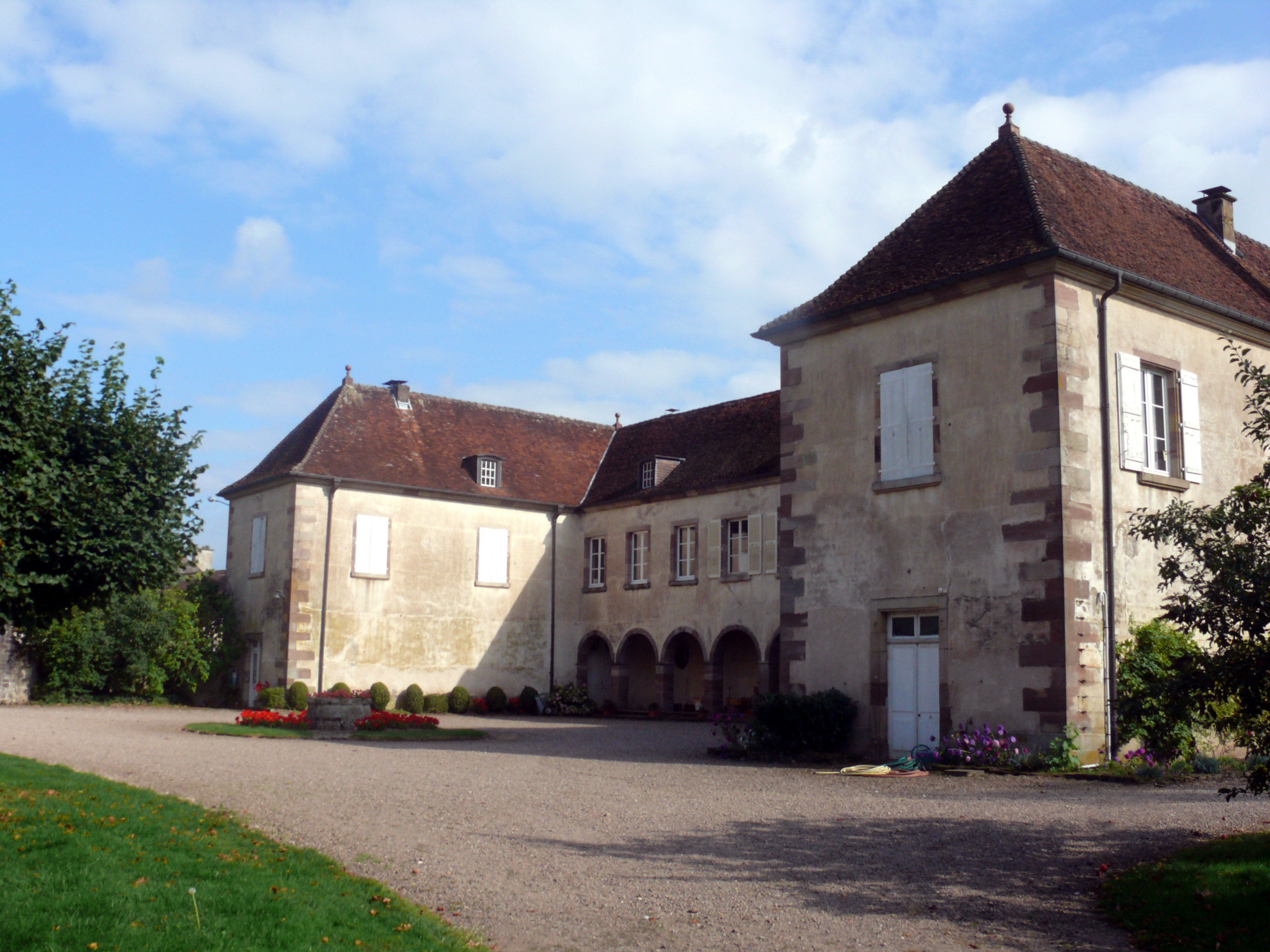
L'ancien couvent des Récollets.

- Église Saint-Maurice de Conflans-sur-Lanterne inscrite aux monuments historiques en 1988.
- Couvent des Récollets de Conflans-sur-Lanterne construit au début du XVIIIe siècle et inscrit aux monuments historiques en 1987 ; propriété privée.
- Croix de cimetière de Conflans-sur-Lanterne datant du VIIe siècle et inscrite aux monuments historiques en 1971.
- La porte Saint-Nicolas : Conflans était autrefois entouré de fossés et d’un double rempart. En 1636, Conflans fut entièrement brûlée par les troupes de mercenaires suédois de Richelieu (la légende de la statue de sainte Barbe remonterait à ces événements), ce ne fut que 30 ans après que l’on entreprit de réédifier la ville. Avant ce désastre qui ruina la ville, on y entrait par deux portes. L’une au sud et l’autre au nord, la porte Saint-Nicolas, encore visible sur d’anciennes cartes postales, sacrifiée au dieu automobile par le maire Jules Seguin qui la fit démolir dans le courant de son mandat dans la première moitié du XXe siècle. Partant du principe que rien ne pouvait empêcher le développement économique de la cité, il était inutile de conserver un ouvrage de fortification dépassé par les techniques guerrières modernes.
- L'ancienne voie ferrée d'Aillevillers à Port-d'Atelier-Amance sera réaménagée par l'intercommunalité pour en faire une voie verte réservée aux piétons et cyclistes par une liaison en Y à réaliser de Conflans-sur-Lanterne  et   St-Loup-sur-Semousepuis  vers  Plombières, en  lien  avec  la Véloroute Charles le Téméraire[21].

- Une base de canoë-kayak a été aménagée de même qu'un bassin d'entraînement en eaux vives.

### Personnalités liées à la commune
- Claude Antoine Willey (1746-1807), homme politique, député de la Haute-Saône au Conseil des Cinq-Cents.

### Héraldique
| Blason de Conflans-sur-Lanterne | Blason  | D'azur à deux bars adossés d'or, accompagnés de quatre croisettes recroisetées, cousues de gueules. |
| Blason de Conflans-sur-Lanterne | Détails | Le statut officiel du blason reste à déterminer.                                                    |